# 골란고원

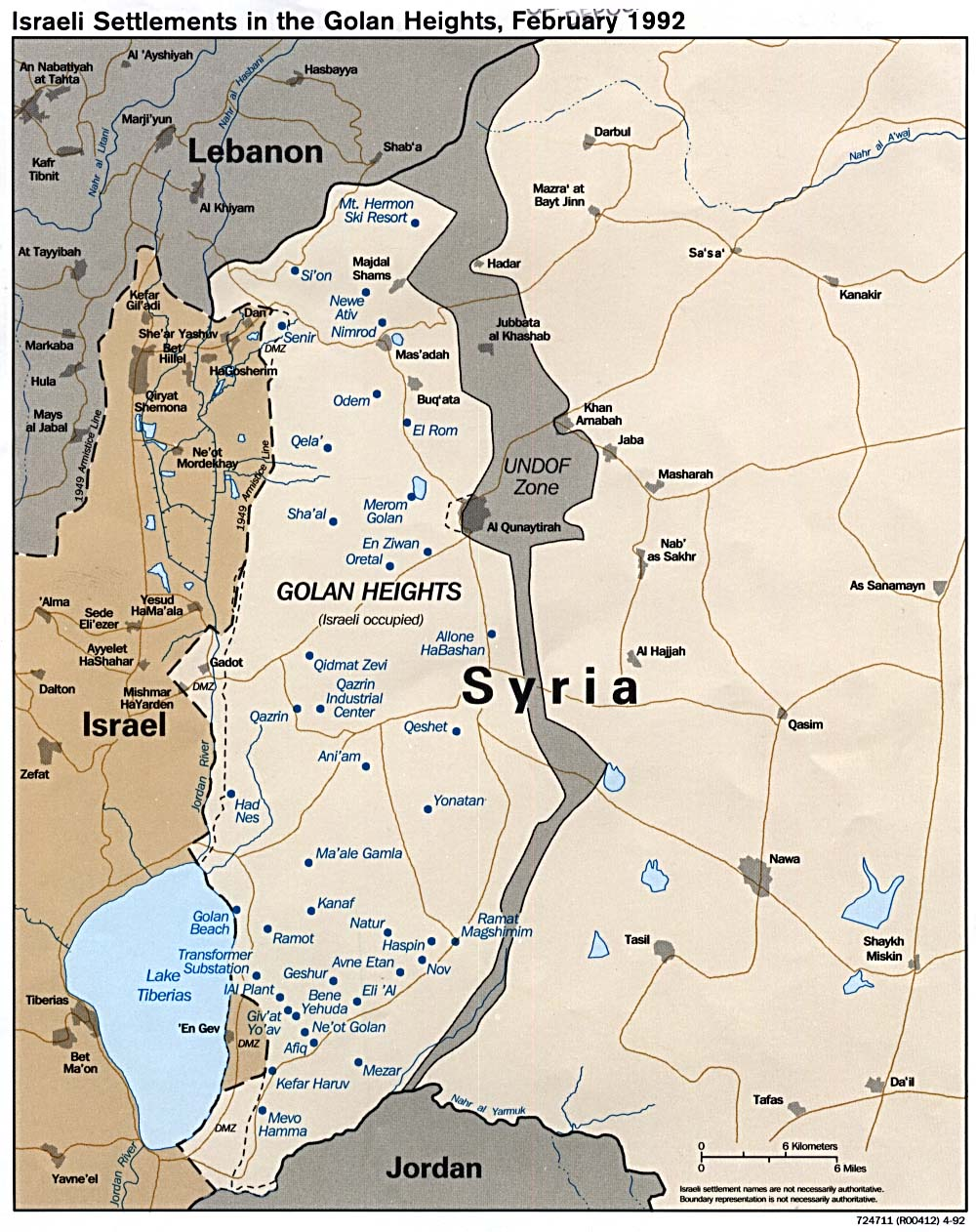
골란고원과 그 주변의 지도. 1992년 2월 기준

골란고원(아랍어: هضبة الجولان, Haḍbatu 'l-Jawlān 또는 مرتفعات الجولان, Murtafaʻātu l-Jawlān, 히브리어: רמת הגולן, Ramat ha-Golan 듣기 (도움말·정보)) 혹은 시리아고원은 평균 해발 1,000 m, 1,800 km2의 암석 고원이자 전략적 요충지이다. 안티레바논산맥 서쪽 끝에 있으며, 시리아와 이스라엘의 국경 지대다. 국제법상 시리아 영토이지만, 1967년 6일 전쟁 이후 이 지역 3분의 2를 이스라엘이 점령하고 있다. 그러나 국제사회 대부분 국가는 이스라엘의 골란고원 점령을 인정하지 않으며 불법 점령으로 보고 있다.
현재 약 12만 명이 거주하는데, 이들 대부분은 드루즈인과 이스라엘에서 이주한 유대인이다. 매년 약 300만 명이 찾는 관광 명소이기도 하다.

## 어원
골란고원 아랍어 이름은 자울란(아랍어: جولان)이다. 골란이란 이름은 성서에 피난 도시로 등장한다. 19세기 작가들은 골란이란 이름을 둘러쌓인 것, 즉 구역이라고 해석했다. 그리스어 이름은 가울라니티스(그리스어: Γαυλανῖτις)이다. 미슈나에는 가블란이라고 나오는데 이는 이 지역의 아람어 이름인 가울라나, 굴라나 혹은 구블라나와 유사하다.
비잔틴 제국 지도 제작자들은 이 지역이 고원이지만 산이라고 명시했다. 골란고원이란 이름은 19세기 이전에는 쓰이지 않았다.

## 지리
골란고원은 시리아의 남서쪽에 위치해 있으며 갈릴래아호, 요르단강, 헤르몬산을 관찰할 수 있다. 이스라엘이 지배하고 있는 부분은 400만 년 전 화산 활동으로 생겨난 북쪽에서 동쪽으로 뻗어있는 현무암 지대이다. 야르무크강의 남쪽은 요르단과 맞닿고 라카드강 동쪽은 시리아령이다.
골란고원의 남북 길이는 약 65 km이고 동서 길이는 12 km에서 25 km이다. 지형학적으로 골란고원은 북쪽의 헤르몬산에서 해발 2,814 m, 남쪽의 야르무크강에서 해발 약 400 m이다. 남서쪽의 갈릴래아호는 해수변보다 약 200 m가 낮다. 골란고원은 서쪽의 500 m 바위 절벽, 남쪽의 야르무크강 계곡, 동쪽의 하맛 가데르 상류의 철도와 알함마를 경계로 한다.
골란고원은 군사적 요충지일뿐만 아니라 이스라엘 물 공급의 15%를 차지한다.

## 역사

### 고대 역사

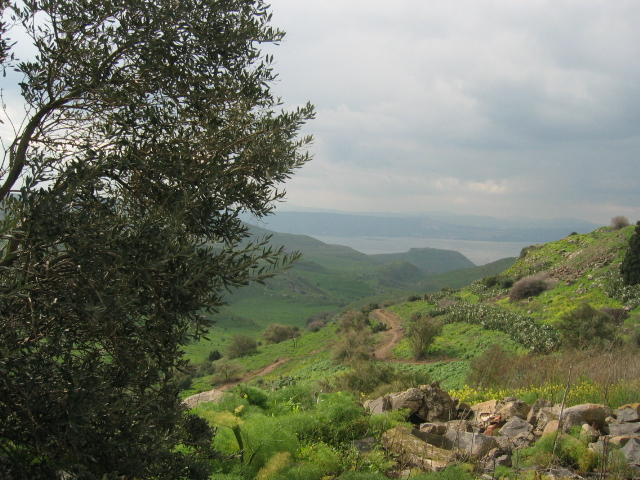
골란고원

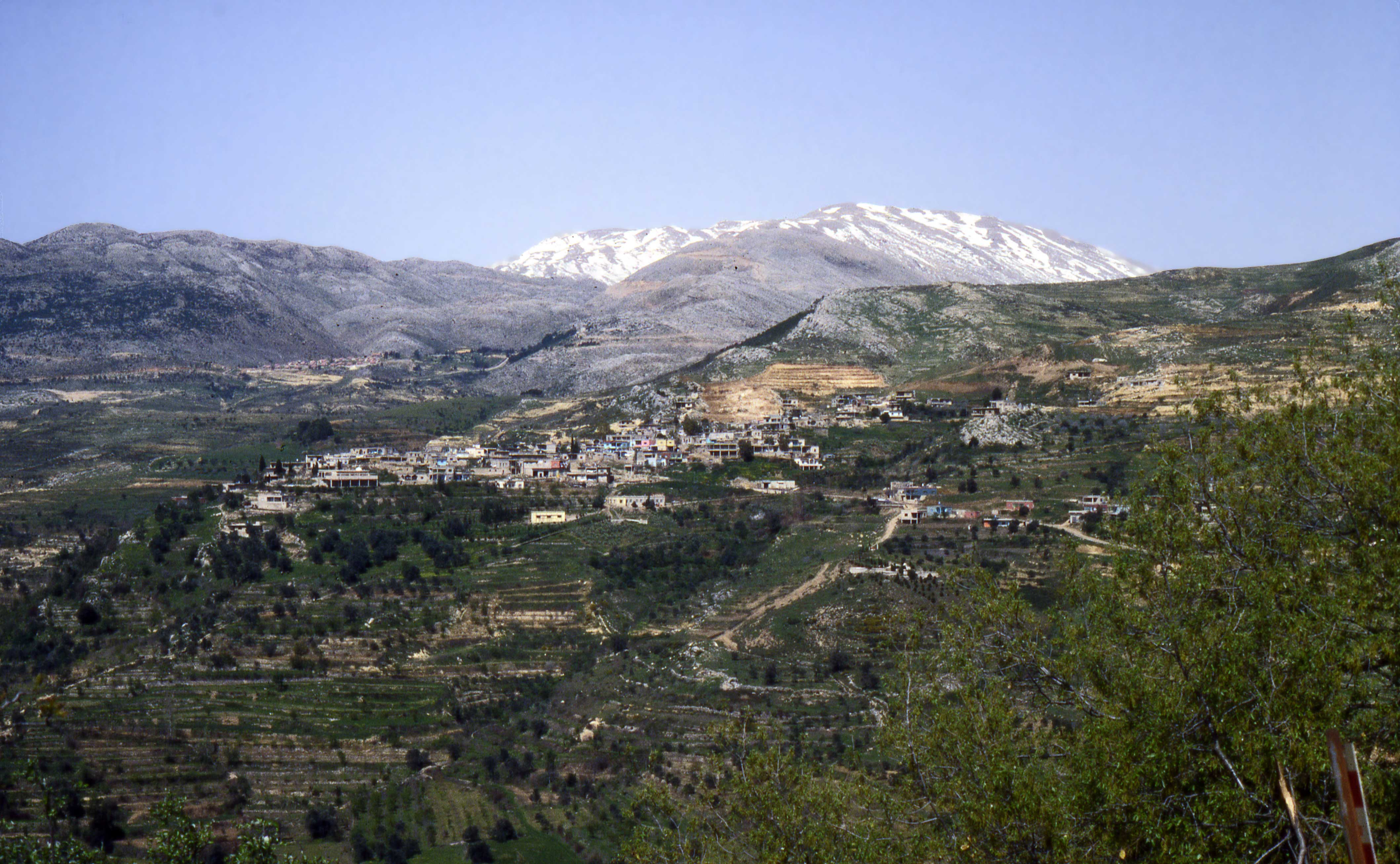
골란고원의 드루즈인 공동체

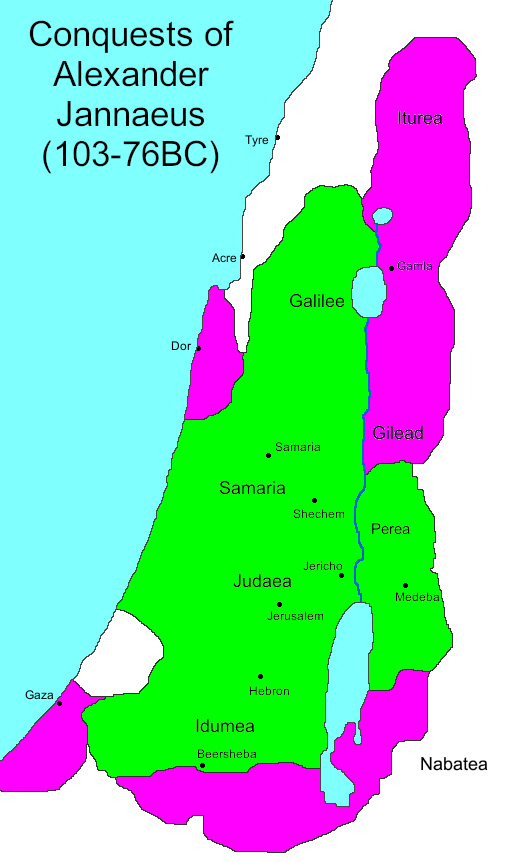
기원전 103년 이후 하스몬 왕국의 지도

기원전 70만년~23만년 전기 구석기 시대의 호모 에렉투스가 만든 것으로 추정되는 베레핫 람의 비너스가 발견됐었다.
이 지역은 기원전 제3천년기에는 아모리인들이 지배했었다. 기원전 제2천년기에 아람인들의 도시국가 아람 다마스쿠스가 골란고원의 대부분과 갈릴래아호까지를 점령했다.
성서에 의하면 유대인들은 아모리인들로부터 이 지역을 빼앗아 점령했는데, 후에 바샨으로 알려진 이 지역은 여호수아 시대에 2개의 이스라엘 부족인 단 족과 메나쉐 족이 거주하고 있었다. 골란 시는 피난 도시로 사용됐고, 솔로몬 왕이 이 지역에 각료를 임명했었다. 기원전 9세기 연합 이스라엘 왕국의 붕괴 후 북쪽의 이스라엘 왕국과 아람 왕국 간의 대결이 일어났다. 이스라엘의 아합 왕(재위: 기원전 874년 ~ 기원전 852년)이 남부 골란에서 벤 하다드 1세를 물리쳤다.
기원전 8세기에 아시리아인들이 이 지역을 지배했으나 후에 바빌로니아인과 페르시아 제국이 점령했다. 기원전 5세기에 페르시아 제국은 바빌론 유수로 인해 흩어진 유대인들이 재정착하는 것을 허용했다.
골란고원은 기원전 332년 이수스 전투 후 알렉산드로스 대왕의 통치 하에 들어갔다. 알렉산드로스 대왕의 사후에는 마케도니아의 귀족 셀레우쿠스가 지배하였고, 2세기 동안 셀레우코스 제국의 일부로 남았다. 신명기에 나오는 골란이란 이름이 사용된 때가 이때이다.
이 곳에서 마카베오의 난이 일어났으나, 골란은 기원전 83~80년 알렉산더 야나에우스의 지배 아래에 남았다.
기원전 4년에 헤로데 1세가 죽은 후 아우구스투스는 헤로데 1세의 아들 헤로데 2세가 골란고원의 사분 영주라고 판결했다. 기원후 34년 헤로데 2세가 죽은 후 로마인들이 골란고원을 시리아 지역으로 편입시켰으나 칼리굴라가 37년에 다시 헤로데 1세의 손자 아그리파 1세에게 반환했다. 44년 아그리파 1세가 죽은 후 로마인들이 다시 시리아 지역으로 편입시켰으나, 51년 토지 교환의 한 부분으로 클라우디우스가 아그리파 2세와 교환 협정을 맺었다. 골란고원의 유대인 공동체들은 제1차 유대-로마 전쟁에서 유대인 편에 섰고, 전쟁 초기에 점령당했다. 플라비우스 요세푸스에 의하면 거주민들은 집단 자살을 했다.
250년 경, 예멘의 아랍인 기독교도인 가산인은 남부 시리아와 트랜스요르단을 포함하는 왕국을 세우고, 골란고원의 자비야에 수도를 정했다. 후기 헤로데 일파처럼 가산인은 비잔티움 제국의 예속 평민처럼 지배를 하였고, 614년 사산 왕조가 침략하기 전까지 골란고원을 지배할 수 있었다. 헤라클리우스때 잠시 반환됐으나 다시 되찾았고, 636년 야르무크 전투 이후 아랍인들의 지배를 받게 됐다.

### 중세 시대
야르무크 전투 이후 쿠라이시 족의 무아위야 1세가 골란고원을 포함하는 시리아의 통치자가 됐다. 그의 친척인 우스만 이븐 아판의 암살 이후 무아위야 1세는 스스로 칼리프임을 칭했고, 우마이야 왕조를 세웠다. 이후 골란고원은 아바스 왕조, 시아파 파티마 왕조, 셀주크 제국, 쿠르드인 아이유브 왕조 순으로 많은 왕조의 변화를 겪었다. 십자군 전쟁 동안, 골란고원은 십자군에게 강력한 장애물이었고 점령할 수 없었다. 1259년 몽골 제국이 점령했었으나, 1260년 맘루크의 술탄 쿠투즈가 아인 잘루트 전투 후 빼앗았다. 중세 시대, 수세기동안 유목 민족들이 정착민들과 함께 살았고, 중앙 정부는 유목민들을 정착시켜 영구적인 공동체를 형성하려 했다. 집권층의 힘이 약해진 압바스 왕조 때에는 베두인족의 공격으로 많은 농촌이 버려졌다.

### 16세기 오스만의 지배
16세기에 오스만 제국이 시리아 지방을 통치하기 시작했다. 이 시기에, 골란고원은 오스만 제국의 일부로 편입됐다. 17세기와 18세기에 걸쳐 몇몇 드루즈인 공동체가 형성되었다. 1868년 보고에 따르면 이곳은 거의 황야였다고 한다. 1877년 일어난 러시아-튀르크 전쟁때 많은 캅카스 출신 피난민들이 유입됐고, 오스만 제국은 이들을 남부 시리아의 골란고원으로 이주시켰고 12년간 세금을 면제해 주었다.
1884년에는 골란고원의 저지대 사이에 경작되지 않은 땅이 많았으나 1890년대 중반에는 저지대의 대부분이 경작지가 됐다. 이 즈음부터 20세기 초까지 골란고원과 하우란의 땅의 일부를 시오니스트 유대인들이 사들이기 시작했다. 1880년 로렌스 올리판트가 골란고원에 대규모 유대인 이주 계획을 세운 책인 길레아드의 땅(Eretz ha-Gilad)을 출판했는데, 1886년 사페드의 올드 이슈브 회원들은 벳 예후다 공동체를 만들고 골란고원 중앙의 람타니야에 땅 14,000두남(약 14 km2)을 사들였다. 그러나 재정적인 문제와 토지 대장 발급이 늦어져 몇 년 후 버려졌다. 그러나, 이후 공동체는 재결합했고 골란고원 남쪽의 베두인족 마을 비르샤쿰 근처의 땅을 매입했다. 그들이 세운 마을인 브나이 예후다는 1920년 거주민들이 아랍인들의 공격을 받고 떠날 때까지 존재했다. 1944년 JNF가 유대인 소유지로부터 브나이 예후다 땅을 사들였으나, 유대인 소유권에 대해 비르샤쿰의 아랍인들이 벌린 소송에서 패해 땅을 잃었다.
1891년과 1894년 사이에 에드몬드 드 로스차일드 남작은 유대인 거주를 위해 시리아 남부에 8만 두남(약 80 km2)을 사들였다. 수년 동안 이 땅에 정착하기 위한 노력은 일부분만 성공적이었고 유대인들이 드문드문 거주했다. 러시아의 아구다트 아침 조직은 농장이 있고 유칼립투스 숲이 자라고 있던 질린의 피크와 다라 지역의 일부분을 샀다. 또 유대인들은 훌라호에서 무자이립에 이르는 도로를 건설했다. 뉴욕을 본거지로 하는 샤베이 시온 조직은 사함엘졸란에 도시 티페렛 빈야민을 세웠으나 1896년 오스만 제국이 비 튀르키예인 가족 17호를 추방했을 때 버려졌다. 시리아 유대인, 튀르키예인과 함께 한 시도도 실패했다. 1899년 다마스쿠스의 파샤가 모든 로스차일드 영토로부터 유대인들을 추방했다. 1904년과 1908년 사이, 크리미아 유대인 무리가 베트사이다 계곡에 쿠르드인 소유자의 소작인으로 들어와 정착했으나 쇠퇴했다. 이 지역에 정착하기 위한 유대인의 노력은 아랍인들의 적개심, 오스만 제국의 관료, 질병, 경제적 어려움 때문에 실패했다. 프랑스의 위임 통치를 받은 1921년부터 1930년 사이에 PJCA는 로스차일드 땅의 토지 대장을 획득했고 그곳에 살던 아랍인 농민들로부터 임대료를 거두며 지속해 나갔다. 1944년 시리아 토지 정착 운동은 해외 소유인 PJCA의 합법적 토지 소유권을 부정했고 시리아 정부는 유대인이 시리아 땅을 갖는 것은 정책에 어긋나는 일이라며 보상 없이 땅을 몰수했다. JNF는 아직까지도 소유권을 주장하고 있다.

### 1920년대 위임 통치령

20세기 골란고원 지역의 국경 변화

영국은 산레모에서 열린 연합국 이사회에서 팔레스타인 위임 통치를 승낙했으나 그 때에 국경은 정해지지 않았다. 영국과 프랑스의 위임 통치령 사이의 국경은 1920년 12월 프랑스-영국 국경 합의때 정해졌다. 골란고원의 대부분은 프랑스령에 속했다. 두 나라는 또한 국경의 세부 사항을 명확히 하기 위해 공동 위원회 수립에 합의했다. 공동 위원회는 마지막 보고를 1922년 2월 3일에 제출했고, 1923년 3월 7일 영국과 프랑스 정부는 몇몇 예고 기재와 함께 승인했다. 같은 과정에 따라서 텔단 유적지와 단강 근원지를 포함하는 주변 구역이 1924년 초 시리아에서 팔레스타인으로 이양됐다. 와지나와 바니아스를 포함한 골란고원이 프랑스 위임 통치령 시리아의 일부가 됐고, 갈릴래아호는 전부 영국 위임 통치령 팔레스타인의 일부가 됐다. 1944년 프랑스의 시리아 위임 통치가 끝났을 때, 골란고원은 신생 독립국 시리아의 일부가 됐고 시리아는 골란고원을 쿠네이트라주로 편입했다.

### 1948년 이후 영토와 호수 소유권 분쟁
1948년과 1949년 사이에 일어난 제1차 중동 전쟁 후, 골란고원은 이스라엘-시리아 휴전 협정에 따라 부분적으로 비무장화됐다. 그 후 국경에서는 수천번의 유혈 사태가 일어났다. 양 측 모두 휴전 협정을 어겼다. 분쟁의 근본 원인은 영토 내 경작과 수자원을 둘러싼 갈등으로 인한 비무장지대의 합법적 상태의 불찬성이었다. 시리아는 어떠한 쪽도 비무장지대에 주권이 없다고 주장했다. 이스라엘은 휴전 협정이 단지 군사적 문제만 다루었고, 이스라엘이 비무장지대의 정치적, 합법적 권리를 가지고 있다고 했다. 이스라엘은 1923년 국경에 이르기까지 훌라호와 갈릴래아호의 배타적 권리, 대수로를 위해 요르단강으로부터 물줄기를 바꾸는 것을 원했기 때문에 주장했다. 1950년대에 시리아는 갈릴래아호 남쪽의 알함마를 둘러쌓고 사실상 갈릴래아호의 동쪽 기슭을 지배했다.
1950년대와 1960년대에 요르단강의 지류를 바꾸기 위한 시리아와 이스라엘의 시도는 1966년 7월 군사적 변화를 자극했다. 팔레스타인의 조직 파타는 시리아의 지원을 받고 1965년 초 이스라엘 영토에 공습을 가했다. 초기에 군인들은 레바논이나 요르단을 통해 들어왔으나 두 나라가 그들을 막을 협정을 만들었고, 시리아를 통한 공습이 증가했다. 이스라엘의 반격은 계속된 보복이었는데, 1966년 11월 요르단의 사무에 대대적 공격을 가했다. 1967년 4월 시리아가 골란고원의 이스라엘 마을에 맹포격을 가한 뒤, 이스라엘은 시리아 공군의 MiG기 6기를 격추시켰고 시리아에게 미래의 공격에 대하여 경고했다.

### 국경 분쟁
전 이스라엘의 대장 마티야후 펠레드는 1967년 전쟁 전 일어났던 국경 충돌의 반 이상은 비무장지대 내 최대 한도 정착의 안보 정책의 결과라고 말했다.
시리아는 이스라엘의 침입을 발포로 대응했다. 이스라엘은 차례로 군대를 이용해 보복했다. 1976년 모셰 다얀도 회견에서 비슷한 말을 했다. 당시 UN 시찰자였던 얀 뮈런은 이스라엘이 더 많은 땅을 얻기 위한 전략으로 대부분의 국경 충돌을 일으켰다고 말했다.
전 영국의 수상 알렉 더글러스흄 경은 그가 1967년 전쟁이 발발하기 몇 달 전 갈릴래아호를 방문했을 때 골란고원에 있는 소련제 요새에서 주기적으로 가끔 민간인 피해를 주장하며 마을로 포격한다고 언급했다. 그는 1973년 전쟁이 끝난 뒤 양측의 합의문은 반드시 그러한 공격적 행동을 멈추는 것을 분명히 해야 한다고 말했다.

### 6일 전쟁 이스라엘의 골란고원 점령
1967년 6월에 터진 6일 전쟁 후 시리아의 포격이 매우 격렬해졌고 이스라엘은 6월 9일~10일에 골란고원을 점령했다. 전쟁의 결과로 이스라엘이 통치하게 된 지역은 골란고원 1,070 km2와 헤르몬 산 언덕 100 km2 두 지역이었다. 양측 사이의 새 국경은 '퍼플 라인'이란 이름이 붙었다.
6일 전쟁 동안 8만명에서 13만 1,000명에 이르는 아랍 드루즈인들과 체르카시 사람들은 골란고원에서 피난갔고 7천 명 정도는 이스라엘이 점령한 영토에 남았다. 이스라엘은 안전 문제를 거론하며 원거주민들의 귀환을 거부했다. 이스라엘인들은 전쟁 후 곧 골란고원에 정착하기 시작했고 1967년 7월 도시 메론골란을 세웠다. 이스라엘과 미국 난민 및 이민 위원회의 자료에 따르면 10만 명 이상의 지역 인구가 전쟁 때문에 피난갔다고 했다. 시리아 정부는 그들중 다수는 추방당했다고 말했다.

### 알론 계획
1970년대 이스라엘의 정치가 이갈 알론은 이스라엘의 점령지를 포함한 시리아의 쿠네이트라주에 드루즈인 국가를 세우는 계획인 이른바 알론 계획을 제안했다. 알론은 1980년 죽었고 그의 계획은 구체화되지 않았다.

### 1973년 욤 키푸르 전쟁

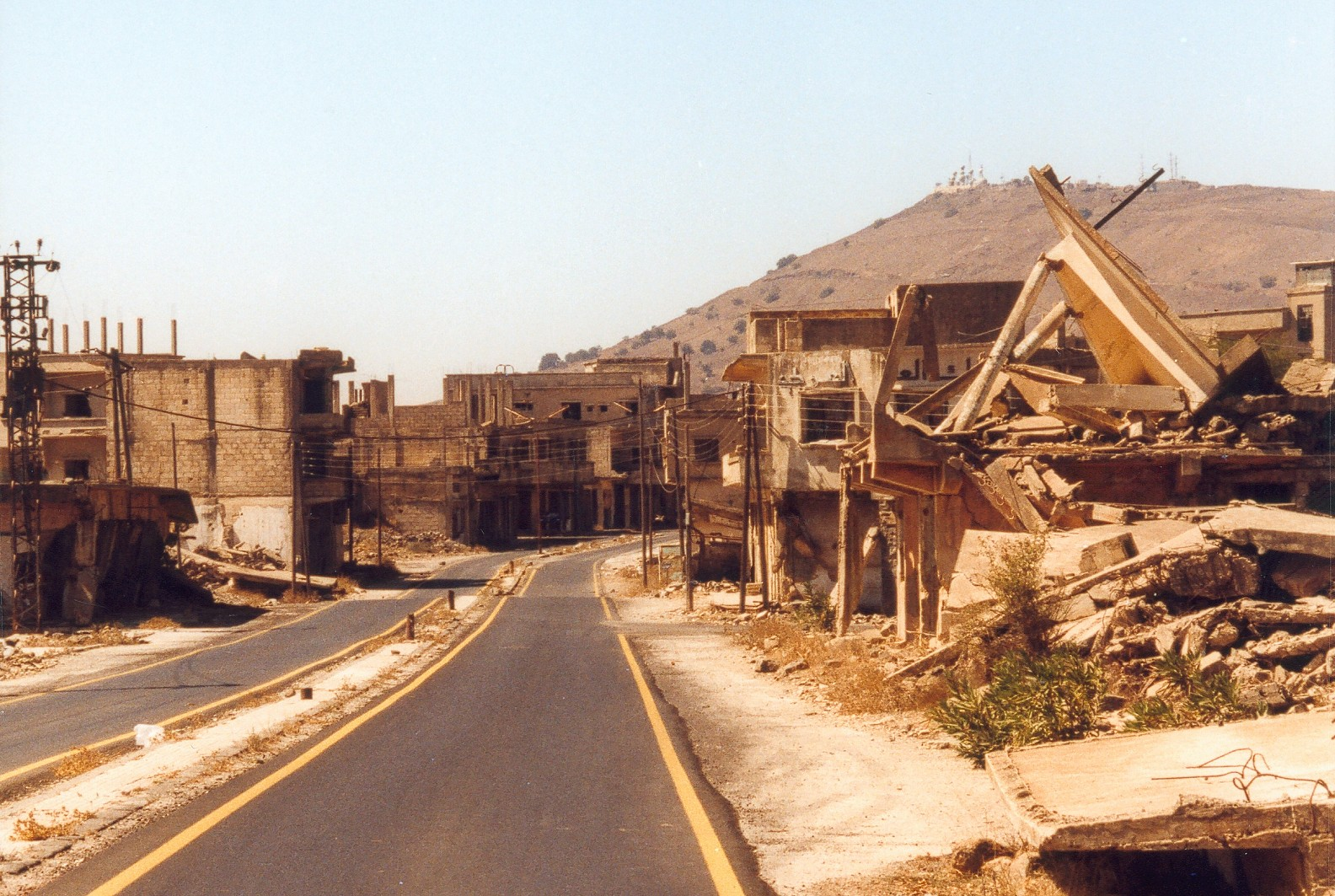
버려진 쿠네이트라

1973년 욤 키푸르 전쟁 동안 시리아군은 이스라엘군의 반격에 의해 밀려나기 전까지 남부 골란고원의 대부분을 점령했다. 양국은 1974년 휴전 협정에 서명했고 골란고원의 거의 모든 지역이 이스라엘로 편입됐다. 1974년 휴전선 동쪽의 500 km2와 이스라엘군이 철수한 100 km2는 시리아에 남았다. 1975년 이스라엘은 1974년 휴전 협정에 따라 좁은 비무장지대를 시리아에게 반환했다. 몇몇 난민들은 그들의 집으로 돌아왔고 시리아 정부는 쿠네이트라를 제외한 마을의 재건을 도왔다. 1980년대 중반 시리아 정부는 '해방된 마을 재건 사업'을 펼쳐나갔고, 2007년 말 약 7만 9천명이 이 지역에 정착했다.

### 1981년 골란고원 법
골란고원은 1967년부터 군의 관리를 받고 있었다. 1981년 이스라엘은 골란고원에 이스라엘의 법, 사법권과 행정권을 적용한 골란고원 법을 통과시켰다. 골란고원 법이 사실상 골란고원을 이스라엘로 합병시켰으나, 공식적으로는 합병하지 않았다. 이스라엘은 골란고원을 북부 지역으로 관리했었다.
이스라엘의 행동은 국제적으로 인정받지 못했고 골란고원을 이스라엘이 점령한 영토로 규정한 유엔 안전 보장 이사회 결의 제242호는 계속 적용된다.
UN 안전 보장 이사회 결의안 242호의 협상 때, 미국의 국무 장관은 미국의 영구적 국경 안정 지원이 미국이 영토 변화를 지원한 것은 아니라고 설명했다. UN 안전 보장 이사회 결의안의 교섭과 밑바탕의 책임이 있던 UN 영국 대표는 이스라엘 정부의 골란고원 식민지화와 정착 행동은 UN 안전 보장 이사회 결의안 242호에 대한 명백한 도전이라고 발언했다.
시리아는 제1차 중동 전쟁때 획득했던 갈릴래아호의 동쪽 기슭을 포함한 1967년 6월 4일 국경으로 이스라엘군이 철수하는 것을 계속해서 요구했다. 이스라엘 정부는 곧 안전 문제가 해결된다면 시리아와의 관계 정상화의 보답으로 철수를 고려했다. 2000년이 오기 전, 시리아의 대통령 하페즈 알아사드는 관계 정상화를 거부했다.

### 1999년 평화 협상

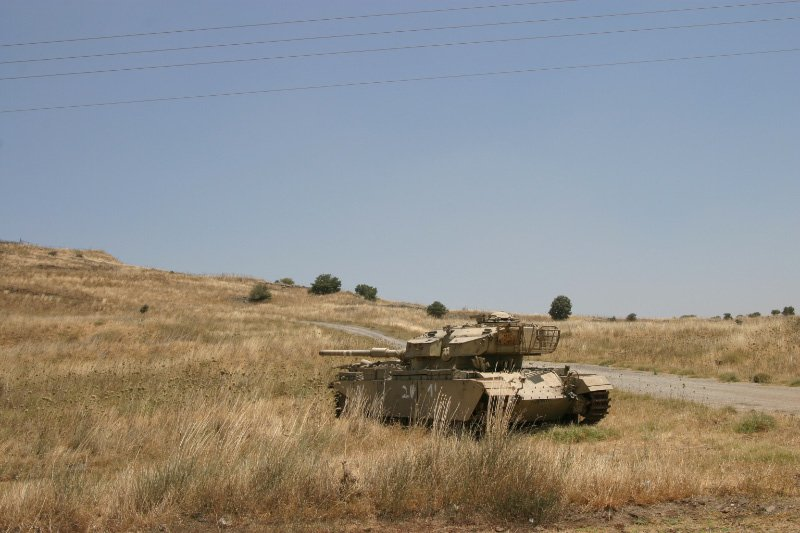
골란고원에 버려진 센추리온 탱크

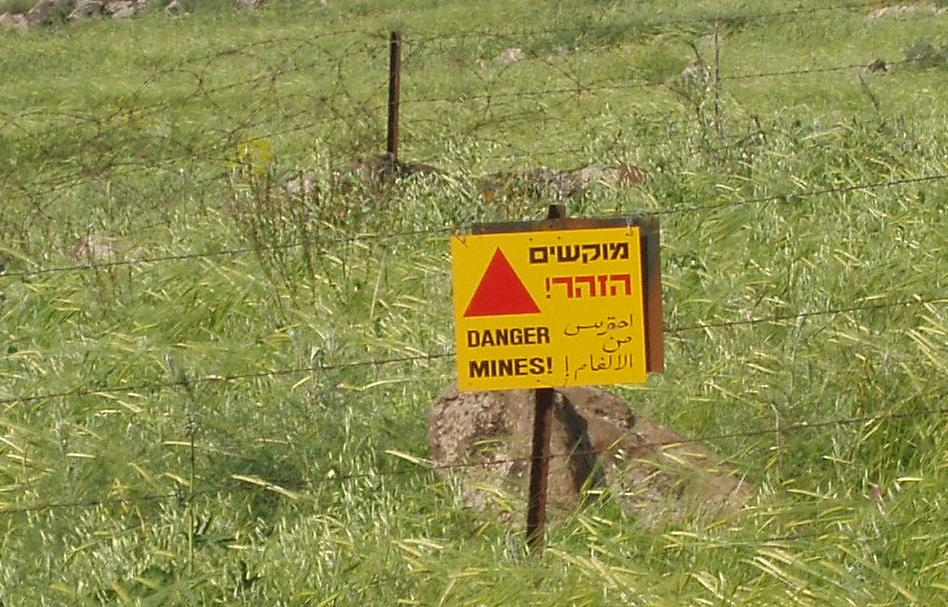
골란고원의 지뢰 경고 표지판. 원래 시리아군이 설치했고 지금도 작동한다. 1973년 이래로 시리아령 골란고원에서 216명 이상이 지뢰때문에 부상을 입었고 그중 108명이 치명적인 부상을 당했다.

미국이 중개한 1999년 평화 협상에서, 시리아와 이스라엘은 관계를 정상화하는 보답으로 이스라엘군이 철수하는 평화 협상에 대해 논의했다. 협상의 막바지에서 의견의 불일치를 보인 것은 갈릴래아호 문제였다. 이스라엘은 1948년 이전 국경으로 철수하는 것을 제안했고, 시리아는 1967년 국경을 주장했다. 1948년 이전 국경은 시리아가 인정한 적이 없고, 시리아는 그 국경이 제국주의적 힘에 강요된 것이라고 주장했다. 1967년 국경은 시리아의 침공때문에 이스라엘이 거절했다. 두 국경의 차이는 주요 부분에서 100 m도 채 차이가 나지 않으나, 이스라엘이 유일한 담수호이자 주요 물 공급원인 갈릴래아호를 유지하고 싶어했다.
2003년 말, 시리아 대통령 바샤르 알아사드는 이스라엘과 평화를 위한 대화를 할 준비가 돼 있다고 말했다. 이스라엘은 레바논에서 북부 이스라엘의 마을과 군 기지를 공격하는 헤즈볼라의 무장 해제와 호전적인 팔레스타인인 무리와 그 본부의 집결을 멈출 것을 요구했다. 양측은 대화를 시작하지 않았다.

### 2006년 이스라엘-레바논 전쟁의 영향
2006년 시리아와 이란의 지원을 받은 헤즈볼라 무장정파(政派)와 이스라엘과의 전쟁은 골란고원의 문제를 다시 야기시켰다. 시리아가 군사 행동을 진지하게 검토중이라는 이스라엘 정보부의 보도가 있은 후 이스라엘은 전쟁의 위험도를 격상시켰다. 시리아 대통령 바샤르 알아사드는 이스라엘과 평화 협상을 할 준비가 돼 있다고 말했으나 평화를 깨고 싶다면 전쟁만이 유일한 해결책일 것이라고 말했다. 이스라엘의 총리 에후드 올메르트는 평화 협상을 고려하는 제안을 거절했고 골란고원은 영원히 이스라엘에 남을 것이라고 선언했다. 시몬 페레스와 에후드 올메르트의 대변인 아사프 샤리브를 포함한 다른이들은 바샤르 알아사드의 정직성에 의심을 가졌고 바샤르 알아사드의 말은 그의 정권의 국제적 비판을 피하기 위한 노력이었을 것이라고 말했다.

## 같이 보기
- 이스라엘의 점령지